# Sulayman ibn Súrad
Abu-l-Mutàrrif Sulayman ibn Súrad ibn al-Jawn al-Khuzaí o, més senzillament, Sulayman ibn Súrad (àrab: سليمان بن صُرَد, Sulaymān b. Ṣurad) fou el cap del moviment revolucionari alida dels Tawwabun. Es creu que era un sahabi i el seu nom inicial fou Yasar però va rebre el de Sulayman del mateix Profeta.
Fou un dels primers musulmans que es van establir a Kufa on va construir una casa a les terres que van correspondre a la seva tribu en el repartiment. Es va oposar al governador Saïd ibn al-As. Va estar present a la batalla de Siffin als rangs d'Alí ibn Abi-Tàlib i es va oposar a l'arbitratge; va criticar a al-Hàssan ibn Alí per haver abdicat en l'omeia Muàwiya I i a la mort d'al-Hàssan (vers 670) va intentar que Husayn ibn Ali agafés les armes contra l'omeia; a la mort de Muàwiya fou el primer signant de la carta que convidava a Husayn a anar a Kufa però després no li va donar suport a la batalla de Karbala (680).
Després de la batalla cinc caps alides es van reunir per fundar la confraria dels Tawwabun, i van designar líder a Sulayman (amir al-Tawwabin); encara que va rebre suport dels alides de Madain i Bàssora, el moviment va romandre clandestí fins a la mort de Yazid I el novembre del 683. Llavors els nobles (ashraf) de Kufa es van revoltar i van expulsar al governador Amr ibn Hurayth al-Makhzumi que era el representant a la ciutat d'Ubayd Allah ibn Ziyad, i van reconèixer al califa Abd-Al·lah ibn az-Zubayr, rebel·lat a l'Hedjaz que va enviar com a governador a Abd Allah ibn Yazid al-Khatmi al-Ansari.
Però uns dies abans d'arribar, Kufa fou ocupada per al-Mukhtar ibn Abi Ubayd i va demanar el suport dels alides per venjar a Husayn; però Sulayman va reclamar la direcció de l'operació per la seva gent; va rebre les crítiques per la seva manca d'experiència política i militar però els kawwabun van mantenir el suport dels ashraf i la població i 12.000 o 16.000 persones li van jurar fidelitat mentre que molts menys seguien a al-Mukhtar.
Sulayman va sortir de Kufa amb la seva gent el 15 de novembre del 684 i van establir el seu campament a al-Nukhayla; a l'hora de la veritat només l'acompanyaven quatre mil seguidors. De Nukahyla van sortir el 18 de novembre i van arribar a la vora del riu Eufrates, a Aksas Malik i pel camí un miler dels seus homes van desertar. L'endemà van arribar a Karbala i finalment Karkisiya. El governador local Zufar ibn al-Harith al-Kays li va aconsellar marxar cap a Ayn al-Warda abans de l'arribada d'Ubayd Allah ibn Ziyad que no deixaria de controlar els punts d'aigua i situar-se en les millors posicions.
Els primers enfrontaments es van produir pocs dies després a Ayn al-Warda i els Tawwabun van sortir vencedors; Ubayd Allah van enviar aleshores a Al-Hussayn ibn Numayr amb 12.000 homes i el 4 de gener del 685 es va lliurar la batalla decisiva; al començament la batalla fou favorable als Tawwabun, més motivats, però els sirians l'endemà van rebre reforços de 12.000 homes més; els Tawwabun van seguir portant la iniciativa però Sulayman va morir a causa d'una fletxa el dia 6 de gener del 685; el comandament va passar al successor designat, al-Musayyab ibn Nadjaba, que també va morir en la lluita; això va desmuntar als Tawwabun que llavors foren derrotats.